# Dagobert III
Dagobert III (född 699, död 715) frankisk merovingisk kung av Neustrien och Burgund 711–715. Son till Childebert III.
Dagobert III var en lydkung som var underställd den karolingiske maior domus Pippin av Herstal fram till dennes död 714 och därefter dennes änka.